# Tétanos (maladie professionnelle)
Cet article concerne relève du domaine de la législation sur la protection sociale et a un caractère davantage juridique que médical. Pour la description clinique du tétanos, voir Tétanos.
Le tétanos est une maladie professionnelle. Cette maladie infectieuse peut être contractée lors de blessure au cours d'accident de travail. Le tableau suivant répertorie les conditions dans lesquels un tétanos peut être reconnu maladie professionnelle en l'absence d'accident déclaré (plaie minime passée inaperçue).

## Législation enFrance

### Régime général
| Fiche Maladie Professionnelle | Fiche Maladie Professionnelle | Fiche Maladie Professionnelle |
| Ce tableau définit les critères à prendre en compte pour qu'un cas de tétanos soit pris en charge au titre de la maladie professionnelle | Ce tableau définit les critères à prendre en compte pour qu'un cas de tétanos soit pris en charge au titre de la maladie professionnelle | Ce tableau définit les critères à prendre en compte pour qu'un cas de tétanos soit pris en charge au titre de la maladie professionnelle |
| Régime Général. Date de création : 18 juillet 1936                                                                                       | Régime Général. Date de création : 18 juillet 1936                                                                                       | Régime Général. Date de création : 18 juillet 1936                                                                                       |
| Tableau N° 7 RG (régime général) | Tableau N° 7 RG (régime général) | Tableau N° 7 RG (régime général) |
| Tétanos Professionnel | Tétanos Professionnel | Tétanos Professionnel |
| --- | --- | --- |
| Désignation des Maladies | Délai de prise en charge | Liste indicative des principaux travaux susceptibles de provoquer ces maladies                                                           |
| Tétanos en dehors des cas consécutifs à un accident du travail                                                                           | 30 jours | Travaux effectués dans les égouts. |
| Date de mise à jour : 1er janvier 1947                                                                                                   | | |

### Régime agricole
| Fiche Maladie Professionnelle | Fiche Maladie Professionnelle | Fiche Maladie Professionnelle |
| Ce tableau définit les critères à prendre en compte pour qu'un cas de tétanos soit pris en charge au titre de la maladie professionnelle | Ce tableau définit les critères à prendre en compte pour qu'un cas de tétanos soit pris en charge au titre de la maladie professionnelle | Ce tableau définit les critères à prendre en compte pour qu'un cas de tétanos soit pris en charge au titre de la maladie professionnelle |
| Régime Agricole.Date de création : 17 juin 1955                                                                                          | Régime Agricole.Date de création : 17 juin 1955                                                                                          | Régime Agricole.Date de création : 17 juin 1955                                                                                          |
| Tableau N° 1 RA (régime agricole) | Tableau N° 1 RA (régime agricole) | Tableau N° 1 RA (régime agricole) |
| Tétanos Professionnel | Tétanos Professionnel | Tétanos Professionnel |
| --- | --- | --- |
| Désignation des Maladies | Délai de prise en charge | Liste indicative des principaux travaux susceptibles de provoquer ces maladies                                                           |
| Tétanos en dehors des cas consécutifs à un accident du travail                                                                           | 30 jours | Travaux agricoles, ainsi que tous travaux comportant un contact avec les animaux domestiques, leurs dépouilles ou leurs déjections.      |
| Date de mise à jour : 20 septembre 1975                                                                                                  | | |

### Données médicales
Le tétanos est causé par la contamination d'une plaie par des spores de Clostridium tetani, qui vont ensuite germer et se transformer en bacille sécrétant une neurotoxine qui migre le long des axones des nerfs moteurs jusqu'à la moelle épinière et le tronc cérébral, entraînant des contractures musculaires caractéristiques, des spasmes et des convulsions et éventuellement la mort.

### Prévention
La prévention est basée sur un vaccin anti-tétanique très efficace, sur le lavage de toute plaie et l'administration prophylactique d’immunoglobulines anti-tétaniques en cas de plaie à risque. Une fois la maladie installée, le traitement est long et difficile.

## Sources spécifiques
- Tableau N° 7 des maladies professionnelles du régime Général
- Tableau N° 1 des maladies professionnelles du régime Agricole

## Sources générales
- Tableaux du régime Général sur le site de l’AIMT
- Guide des maladies professionnelles sur le site de l’INRS